# Mont Shasta
Ne doit pas être confondu avec Shastina.
Cet article concerne le volcan. Pour la ville, voir Mount Shasta (ville).
 (octobre 2007).
Si vous disposez d'ouvrages ou d'articles de référence ou si vous connaissez des sites web de qualité traitant du thème abordé ici, merci de compléter l'article en donnant les références utiles à sa vérifiabilité et en les liant à la section « Notes et références ».
Le mont Shasta (en anglais : Mount Shasta, appelé Mount Sisson jusqu'en 1922) est un stratovolcan de l'État de Californie, à l'ouest des États-Unis. Son altitude de 4 317 mètres en fait le deuxième sommet de la chaîne des Cascades. Le mont Shasta présente la particularité d'être à 3 000 mètres au-dessus de la plaine alentour.
Sa première ascension s'est faite en 1854 par E.D. Pearce.

## Géologie
Le mont Shasta est constitué de quatre cônes séparés, ensevelis les uns sur les autres. Le Shastina (3 749 mètres) est le cône le plus visible et constitue un sommet secondaire. Au sommet de ce dernier, on peut trouver un cratère totalement intact, ce qui prouve que Shastina fut formée après le dernier âge glaciaire. Le reste des pentes de Shasta montre relativement peu de traces d'érosion. Paradoxalement, la seule exception se situe au sud, où la Sargents Ridge est parallèle au U-shaped Avalanch Gulch (la plus grande vallée glaciaire sur le volcan, bien qu'il n'y ait plus de glacier). Il y a cinq petits glaciers sur le flanc nord de la montagne.

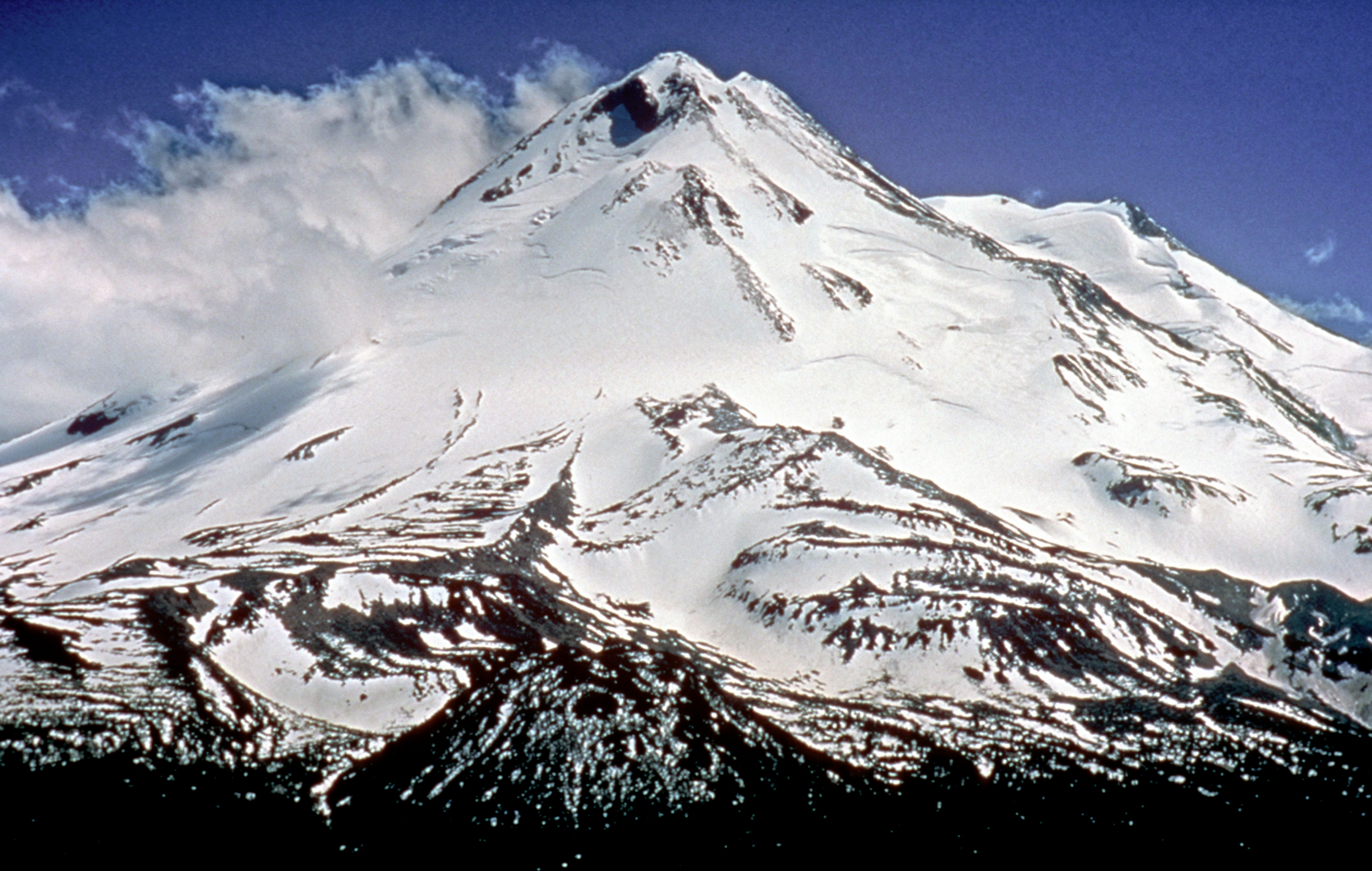
Vue du mont Shasta.
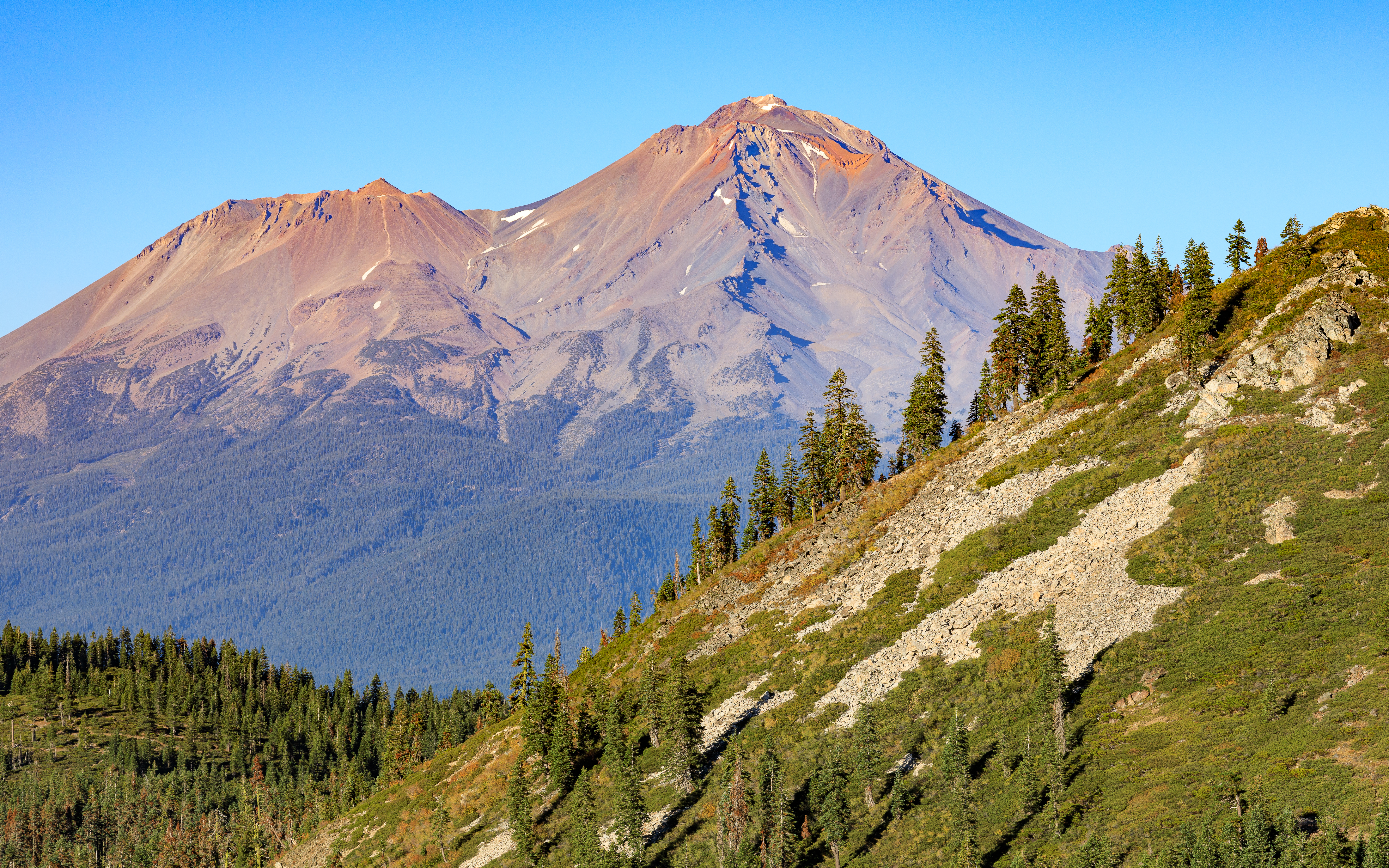
Autre vue du mont Shasta.
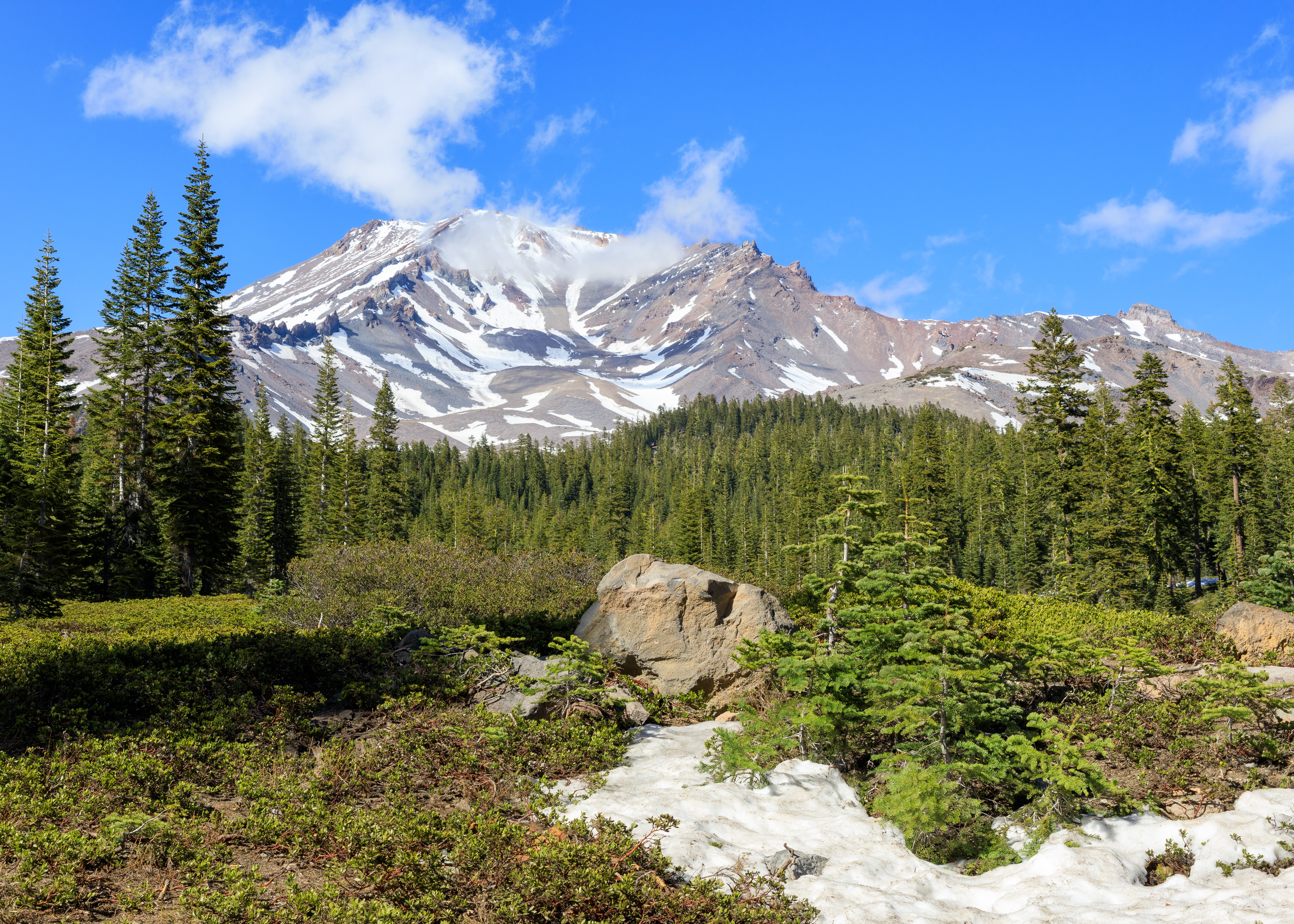
Vue du mont Shasta, depuis Bunny Flat. Cet endroit étant desservi par une autoroute, c'est le point d'accès le plus populaire aux randonnées autour du mont Shasta.

Il existe de nombreux promontoires glaciaires qui furent créés durant les périodes de glaciation de la glaciation de Würm. La plupart ont été remplis par de la lave andésitique, des coulées pyroclastiques et les talus des dômes de lave.

## Histoire éruptive
Au cours des derniers 10 000 ans, le mont Shasta est entré en éruption en moyenne tous les 800 ans, mais sur les derniers 4 500 ans, la période entre deux éruptions est de 600 ans.
Le mont Shasta peut dégager des cendres volcaniques, des coulées pyroclastiques et des laves andésitiques ou dacitiques. Des débris provenant d'éruption du mont Shasta ont été détectés sous deux villes voisines d'une population totale de 20 000 habitants. Shasta a connu une histoire explosive et éruptive. Les fumerolles qu'elle comporte prouvent que la montagne est encore en activité.
L'éruption la plus dangereuse serait une grande coulée pyroclastique, telle que celle qui s'est produite au mont Saint Helens. En raison de la présence de glace, des lahars seraient probables. Les cendres se déposeraient probablement vers l'intérieur des terres, peut-être même jusqu'à la  partie orientale de la Nevada. Il existe également une faible probabilité qu'une éruption pourrait engendrer un effondrement de la montagne, comme au Crater Lake dans l'Oregon.
L'US Geological Survey considère que le Shasta est un volcan ayant une forte probabilité d'être le théâtre d'autres éruptions.

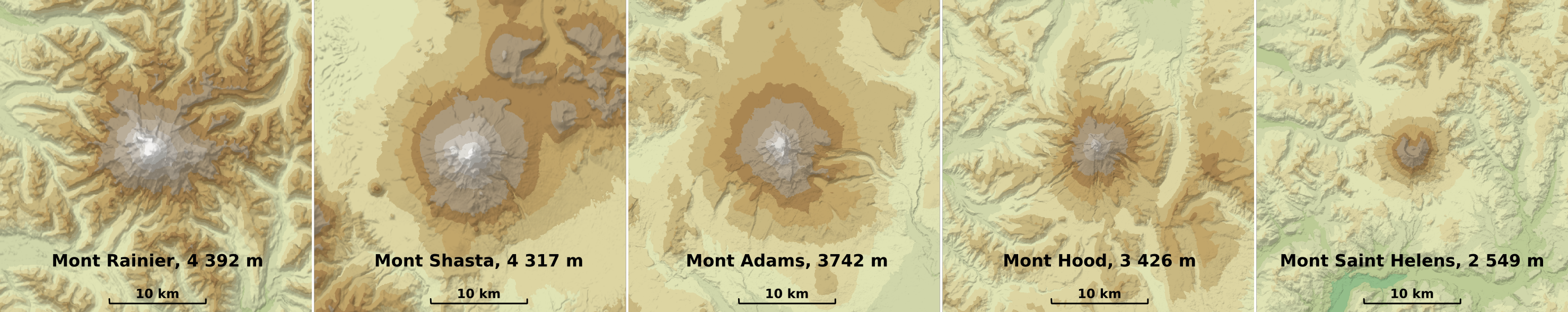
Comparaison, à la même échelle, avec d'autres volcans de la chaîne des Cascades.

## Dans la culture

### Religion

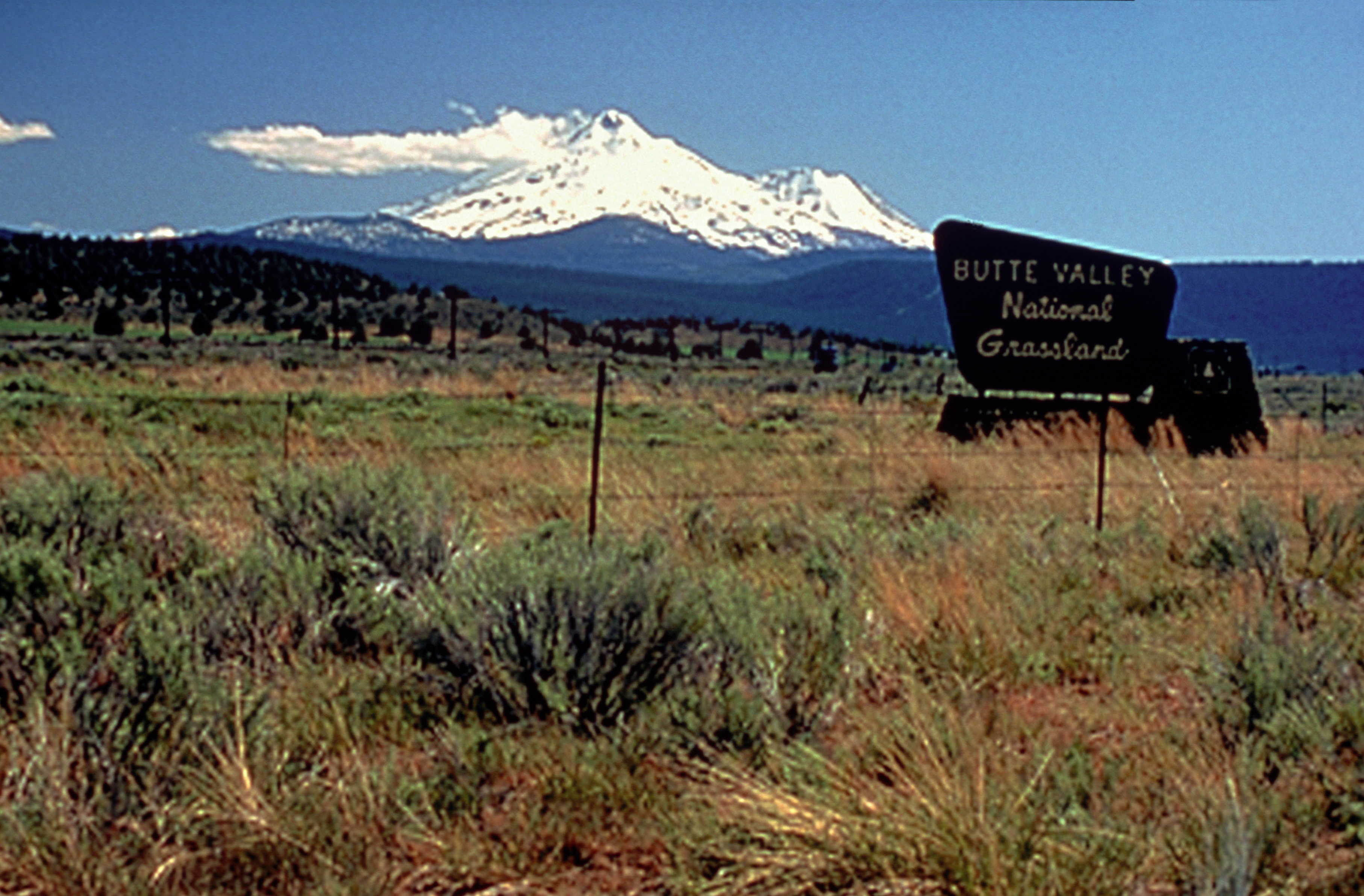
Le mont Shatsa vu du Butte Valley National Grassland.

Les Amérindiens de la tribu Iore, qui habitaient la région, pensaient que le mont Shasta était habité par l'esprit du chef Skell, qui était descendu du paradis vers le sommet de la montagne. Depuis lors, de nombreux autres cultes ont été attirés par le mont Shasta. Pour les Acumawis, une source de la montagne serait formée des larmes de tous les daims pour leur éviter de pleurer lorsqu'ils sont tués par un chasseur.
Le mont Shasta est aussi le lieu d'un monastère bouddhiste, Shasta Abbey, fondé par Houn Jiyu-Kennett en 1971.

### Légende
Le mont Shasta en Californie a fait l'objet d'un nombre inhabituellement élevé de mythes et de légendes. En particulier, on dit souvent qu'il cache une ville secrète nommée Thélos sous ses sommets[réf. souhaitée].

### Dans la littérature
Le mont Shasta est mentionné dans Lost Legacy, une courte nouvelle de Robert Heinlein. Dans ce livre, il abrite un groupe d'hommes qui disposent de pouvoirs psychiques et décident de les enseigner à la terre entière en enrôlant des scouts.
La montagne est aussi le théâtre d'une scène importante d'un roman de Ken Grimwood, Replay.
Le mont Shasta est utilisé comme lieu de vie d'un dragon dans le jeu Shadowrun et est mentionné dans le livre de Marc Dugain Avenue des géants inspiré d'un personnage réel au moment de l'assassinat de John F. Kennedy.
Le mont Shasta est cité au début du recueil de nouvelles de Jack Kerouac La grande traversée de l'Ouest en bus.
Le mont Shasta est longuement et rigoureusement décrit par John Muir dans le chapitre « Tempête de neige sur le mont Shasta » (« Snow-Storm on Mount Shasta » - première édition septembre 1877) du recueil de certains de ses textes Forêts dans la tempête et autres colères de la nature.